# La Dame aux bêtes
La Dame aux bêtes est un tableau réalisé par Albert Gleizes en 1914. Cette huile sur toile est le portrait cubiste d'une femme entourée d'un chien et deux chats. Exposée au Salon des indépendants de 1914, elle est aujourd'hui conservée dans la collection Peggy-Guggenheim, à Venise.

## Expositions
- Salon des indépendants de 1914, Paris, 1914.